# Red Harvest
Red Harvest, norskt black metal anstruket industrialband bildat 1987. Släppte sin första demo 1989 och sin första skiva 1992. Albumet Sic Transit Gloria Mundit från 2002 nominerades till Spellemannprisen och Alarmprisen. Den amerikanske musikproducenten Nick Kernon (producent för bl.a. Yes och Judas Priest) producerade albumet.

## Medlemmar
Senaste medlemmar
- Ofu Khan (Jimmy Bergsten) – gitarr, sång, "maximum brutalicus" (1989–2010)
- Thom@s B (Thomas Brandt) – basgitarr (1989–2010)
- LRZ (Lars Sørensen) – synthesizer, sampling, programmering (1994–2010)
- TurboNatas (Kjetil Eggum) – gitarr (1994–2010)
- E_Wroldsen (Erik Wroldsen) – trummor (1997–2010)

Tidigare medlemmar
- Cato Bekkevold – trummor (1989–1997)
- Jan F. Nygård – gitarr (1989–1994)

## Diskografi
Studioalbum
- 1992 – Nomindsland
- 1994 – There's Beauty in the Purity of Sadness
- 1996 – HyBreed
- 2000 – Cold Dark Matter
- 2001 – New Rage World Music
- 2002 – Sick Transit Gloria Mundi
- 2004 – Internal Punishment Programs
- 2007 – A Greater Darkness

EP
- 1989 – Occultica
- 1990 – Psychotica
- 1995 – The Maztür Nation
- 1998 – Newrage World Music
- 2003 – Zyklon / Red Harvest (delad EP)
- 2003 – Antipax Mundial Total (remixes)

Samlingsalbum
- 2008 – The Red Line Archives
- 2014 – Anarchaos Divine - The Trinity of the Soundtrack to the Apocalypse